# Leptopterigynandrum brevirete
Leptopterigynandrum brevirete là một loài rêu trong họ Thuidiaceae. Loài này được Dixon mô tả khoa học đầu tiên năm 1931.